# Morgana Robinson
Morgana Robinson (7 de mayo de 1982) es una imitadora, comediante, escritora y actriz inglesa nacida en Australia, conocida por su programa de bocetos de comedia The Morgana Show, The Agency of Morgana Robinson y por apariciones en The TNT Show, House of Fools y Personas muy importantes.

## Primeros años
Robinson nació en Shepparton, Victoria, en Australia. Su familia se mudó a Inglaterra cuando ella tenía tres años. Fue educada en Benenden School en Kent. 
Por parte de su padre, Robinson tiene cuatro medios hermanos mayores, uno de los cuales es Brody Dalle (nacido Bree Joanna Alice Robinson) de la banda de punk rock The Distillers y la banda de rock alternativo Spinnerette. Se conocieron de adultos, en el backstage de uno de los conciertos de Dalle en 2004 en la Brixton Academy.

## Trayectoria en televisión
El debut televisivo de Robinson se produjo en 2007, cuando interpretó a una novia de Internet de Europa del Este en la comedia de BBC1 The Green Green Grass. Luego protagonizó el piloto de televisión Eight Steps to Enlightenment and a Nervous Breakdown, un falso documental improvisado, interpretando a Rachel, una modelo glamorosa obsesionada consigo misma, que intenta deshacerse de la celulitis. En 2009 apareció como Anna en la comedia My Family de BBC1 en el episodio "It's Training Men".
En 2009, apareció en un segmento de bocetos (Gilbert's Special Report) en The TNT Show como Gilbert, un adolescente con "necesidades especiales" que entrevista a celebridades, junto con los miembros discapacitados de su equipo.
En 2010, Channel 4 encargó un programa de sketches de comedia de cinco partes: The Morgana Show. El jefe de comedia de Channel 4, Shane Allen, dijo: "Descubrir, apoyar y nutrir nuevos talentos está en el corazón del cometido de la comedia de Channel 4, y en Morgana realmente sentimos que hemos encontrado un actor nuevo con una gran cantidad de potencial". Sus personajes destacados son Gilbert con anteojos gigantes ("¡Abuelo!") Haciendo programas de televisión desde su habitación y sus imitaciones de Fern Cotton y el falso documental de Natalie Cassidy "Sonia off Eastenders"
En 2012, Robinson protagonizó el programa de bocetos de Channel 4 Very Important People, también protagonizado por Terry Mynott. En el programa, se hace pasar por una variedad de artistas, incluidos Frankie Boyle, Danny Dyer, Amy Childs y Adele.
Entre 2014 y 2015, apareció como la sexy ninfómana dueña de un café, Julie, en la comedia de situación de comedia televisiva surrealista de dos series de Vic Reeves y Bob Mortimer House of Fools, en la que sus apariciones para robar escenas incluyen una atracción obsesiva por el personaje de Vic "Vic Reeves". ".
En 2016, apareció como Pippa Middleton en The Windsors, una parodia de comedia de la familia real británica en la que usa su sensualidad para tratar de atrapar al cuñado de su hermana, el príncipe Harry.
En 2018 apareció junto a Richard Ayoade en Travel Man, de visita en Milán.
En 2021, Robinson interpretó a Hilary Bowden en la serie 2, episodio 4 de Intelligence. Desde marzo de 2022, Robinson ha aparecido como Maxine en la comedia Gold Newark, Newark.
Ese mismo año, participó en los diez episodios de la serie 12 del programa de juegos de comedia Taskmaster de Channel 4 y ganó la serie.
En 2022, Robinson coprotagonizó con Dylan Moran la comedia de situación de BBC Two Stuck.

## Premios
En los British Comedy Awards de 2012, ganó en la categoría de Mejor Artista Revelación de Comedia.
En 2018, ganó el premio BAFTA en la categoría de Mejor programa de formato corto por Verano de Morgana Robinson.

## Filmografía

### Película
| Año           | Título         | Papel        | notas                                        |
| ------------- | -------------- | ------------ | -------------------------------------------- |
| 2020          | Las brujas     | Sra. Jenkins | Primera aparición en una película importante |
| por confirmar | Un pájaro voló |              | en postproducción                            |

### Televisión
| Años      | Título                                               | Papel                                  | Otras notas |
| --------- | ---------------------------------------------------- | -------------------------------------- | --- |
| 2007      | The Green Green Grass                                | Katia                                  | Serie 3, Episodio 7: "Lust in Translation" |
| 2008      | Eight Steps to Enlightenment and a Nervous Breakdown | Rachel                                 | Piloto corto |
| 2009      | My Family                                            | Anna                                   | Serie 9, Episodio 7: "Es el entrenamiento de los hombres" |
| 2009      | The TNT Show                                         | Gilbert                                | Apareció en un segmento de sketches "Gilbert's Special Report". El personaje se utilizó posteriormente en el propio programa de sketches de Robinson                           |
| 2010      | MovieMash                                            | Sin nombre                             | TV film |
| 2010      | The Morgana Show                                     | Various                                | Estrella, escritor y creador |
| 2011      | The Hunt for Tony Blair                              | Carole Caplin                          | Un episodio único de The Comic Strip Presents... |
| 2012      | Very Important People                                | Various                                | Estrella, escritor y creador |
| 2012      | Them from That Thing                                 | Various                                | Programa de sketches en dos partes con Kayvan Novak, Sally Phillips y Blake Harrison producido para la Quincena de la Comedia de Channel 4                                     |
| 2013      | Toast of London                                      | Jemima Gina                            | Sitcom con Matt Berry |
| 2014–15   | House of Fools                                       | Julie                                  | Serie cómica de la BBC2 escrita por Bob Mortimer y Vic Reeves |
| 2014      | Chanel M                                             | Various                                | Contenido de BBC iPlayer que forma parte de la serie Original Comedy Shorts.                                                                                                   |
| 2014      | Big School                                           | Fenella Forbes                         | Series 2, Episodio 1 |
| 2014      | Drifters                                             | Rebecca                                | Series 2, Episodio 6 |
| 2014      | Toast of London                                      | Lorna Wynde                            | Series 2, Episodio 6 |
| 2015      | Charlie Brooker's Weekly Wipe                        | Various                                | Series 3 |
| 2015      | SunTrap                                              | Janice / Susan                         | Series 1, Episodio 3 |
| 2015      | Toast of London                                      | Emma                                   | Series 3, Episodio 2 |
| 2015      | Crackanory                                           | Storyteller                            | Serie 3, Episodio 5 |
| 2015–2016 | Walliams & Friend                                    | Various / Carla                        | Serie 1 |
| 2016–2020 | The Windsors                                         | Pippa Middleton                        | Papel principal |
| 2016      | Morgana Robinson's The Agency                        | Various                                | Documental de la BBC 2 |
| 2016      | Hey Duggee                                           | Peggee / Buggy / Katarina the Flamingo | Temporada 2 |
| 2017      | Inside No. 9                                         | Carrie                                 | "Private View" |
| 2018–22   | 8 Out of 10 Cats Does Countdown                      | Natalie Cassidy / Annabel              | Serie 16, episodio 1 (como Natalie Cassidy); Serie 18, episodio 2 (como Natalie Cassidy); Serie 23, episodio 4 (como Annabel)                                                  |
| 2018      | Shakespeare & Hathaway: Private Investigators        | Sally Balthasar                        | "Salida, perseguido por un oso" |
| 2019      | Island Of Dreams                                     | Adele                                  | Episodio piloto |
| 2020      | Truth Seekers                                        | Janey Feathers                         | Temporada 1, Episodio 3 |
| 2021      | Intelligence                                         | Hilary Bowden                          | Temporada 2, Episodio 4 |
| 2021      | Taskmaster                                           | Herself                                | Series 12 |
| 2021      | How We Forgot to Save the Planet                     | Various                                | Documental ficticio, parte de la programación de Channel 4 que destaca las preocupaciones medioambientales en la preparación de la conferencia COP26 sobre el cambio climático |
| 2022      | Toast of Tinseltown                                  | Wildcat Lil                            | 1 episodio |
| 2022      | Newark, Newark                                       | Maxine                                 | Papel principal, comedia original de Oro |
| 2022      | Stuck                                                | Carla                                  | Papel principal, comedia original de la BBC |